# El caballero en la piel de tigre

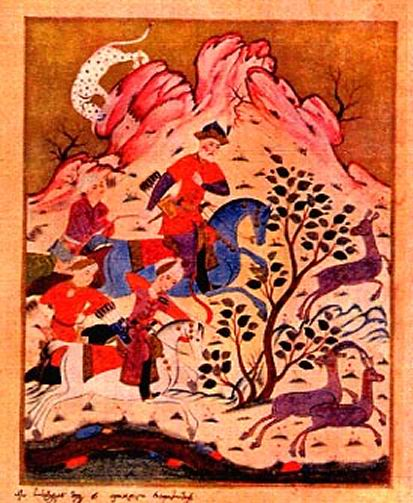
Rey Rostevan y Avtandil van a cazar. ilustración de un manuscrito de Mamuka Tavakarashvili, 1646

El caballero en la piel de tigre (en georgiano ვეფხისტყაოსანი o transliterado Vepkhist'q'aosani; en inglés ha sido traducido como The knight in the panther's skin) es un famoso poema épico escrito en el siglo XII (aunque la copia más antigua conservada es del siglo XVI) por el poeta georgiano Shota Rustaveli, tesorero (Mechurchletukhutsesi) de la reina Tamara de Georgia. El caballero envuelto en la piel de tigre es considerado a menudo como la epopeya nacional de Georgia. Fue impreso por primera vez en 1712 en Tiflis. La traducción al castellano más antigua data  de 1964 de Gustavo Alfredo de la Torre Botarro, aunque existen otras ediciones posteriores.
En el poema, Rustaveli habla de los ideales humanísticos de la Europa medieval: caballería, sentimientos de amor, amistad, amor cortés, valentía y suerte. Los héroes del poema son valientes, filantrópicos y generosos, aunque no están restringidos a la nacionalidad georgiana. Las regiones de Arabia, China e India son mencionadas también en el poema.
El argumento trata de la apasionada búsqueda de una mujer, símbolo de la luna, secuestrada hacia el occidente más allá del mar, por un caballero que toma sobre sí mismo el trabajo de rescatarla.